# Mission Sainte-Marie
Ne doit pas être confondu avec Sainte-Marie-au-pays-des-Hurons, une mission jésuite ayant existé entre 1639 et 1649
La Mission Sainte-Marie est un poste missionnaire catholique établi sur le territoire de ce qui est aujourd'hui la ville de Sault Ste-Marie au Michigan par le missionnaire jésuite Jacques Marquette en 1668.

## Histoire

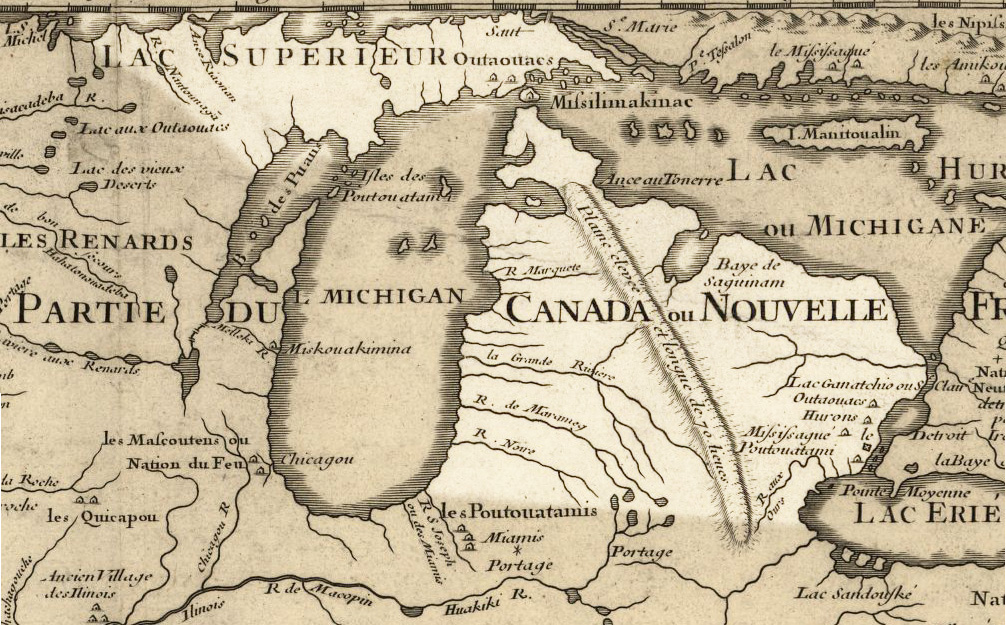
Carte du Michigan en Nouvelle-France par Guillaume Delisle en 1718. Sault Sainte-Marie est situé dans la partie supérieure de la carte.

En 1667 le père Claude Allouez revenant à Québec après deux années d'apostolat effectuées à la mission Saint-Esprit passe par cet endroit qu'il identifie comme lieu propice à l'installation d'une nouvelle mission. En effet, le père Allouez y note la présence d'un groupe important d'Amérindiens, plus de deux mille, qui se réunissent à cet endroit car il s'agit d'un nœud de communication pour les réseaux commerciaux de ces derniers avec les Européens et parce que le poisson y est abondant. L'endroit est aussi un centre cérémoniel pour de nombreuses tribus amérindiennes entre 1640 et 1670.
De retour à Québec en 1667, le père Allouez fait part de ses observations au supérieur des missions jésuites de Nouvelle-France qui acquiesce à sa demande et charge Jacques Marquette d'y fonder une nouvelle mission. Ce dernier quitte Montréal le 21 avril 1668 en direction des Grands Lacs et bâtit la même année une chapelle et une maison fortifiée. En 1669, le père Claude Dablon en fait le chef-lieu des activités missionnaires des jésuites dans la région des Grands Lacs, alors appelée le Pays d'en Haut.
Le 4 juin 1671, le site de la mission est le théâtre de la cérémonie de prise de possession des Pays d'en Haut au nom du roi de France, cérémonie d'une grande importance pour la Nouvelle-France ainsi que pour les relations des Français avec les tribus amérindiennes des Grands Lacs.  
En 1674, le bâtiment principal de la mission est détruit lors d'une querelle entre Amérindiens, le missionnaire qui y résidait réussissant de justesse à éviter de périr dans l'incendie. Les jésuites transfèrent alors le chef-lieu des missions des Pays d'en Haut à la mission Saint-Ignace. L'édifice de la mission est reconstruit et est utilisé pendant encore quelques années, mais les missionnaires en fonction au Sault Sainte-Marie n'auront jamais une véritable influence sur les Amérindiens vivant à proximité.